# Hønefoss Ballklubb 2015
Questa voce raccoglie le informazioni riguardanti l'Hønefoss Ballklubb nelle competizioni ufficiali della stagione 2015.

## Stagione
L'Hønefoss ha confermato Rune Skarsfjord come suo allenatore, dopo essere subentrato nel corso dell'annata precedente. Il 25 ottobre 2015, al termine della 29ª giornata di campionato, l'Hønefoss è matematicamente retrocesso in 2. divisjon, con un turno d'anticipo sulla fine della stagione. La squadra ha poi chiuso la stagione al 16º posto, ultimo in graduatoria. L'avventura nel Norgesmesterskapet 2015 è terminata al quarto turno, con l'eliminazione per mano del Sandefjord.
Il calciatore più utilizzato in stagione è stato Thomas Braaten a quota 33 presenze, di cui 30 in campionato e 3 in coppa. I migliori marcatori sono stati Kevin Beugré e Malick Mané con 11 reti, rispettivamente divise in 9 in campionato e 2 in coppa per il primo e 5 in campionato e 6 in coppa per il secondo.

## Maglie e sponsor
Lo sponsor tecnico per la stagione 2015 è stato Legea, mentre lo sponsor ufficiale è stato Leiv Viclar. La divisa casalinga era composta da una maglietta bianca con inserti verti, pantaloncini neri e calzettoni bianchi. Quella da trasferta era invece costituita da una maglietta verde, con pantaloncini e calzettoni neri.
| Casa | Trasferta |

## Rosa
| N. |                           | Ruolo | Calciatore            |
| -- | ------------------------- | ----- | --------------------- |
| 1  | Polonia (bandiera)        | P     | Łukasz Jarosiński     |
| 3  | Namibia (bandiera)        | D     | Miguel Hamutenya      |
| 4  | Norvegia (bandiera)       | D     | Sigurd Svendsen       |
| 5  | Norvegia (bandiera)       | D     | Aleksander Solli      |
| 7  | Norvegia (bandiera)       | C     | Christian Aas         |
| 8  | Montenegro (bandiera)     | C     | Andrija Kaludjerović  |
| 9  | Senegal (bandiera)        | A     | Malick Mané           |
| 10 | Costa d'Avorio (bandiera) | A     | Kevin Beugré          |
| 11 | Norvegia (bandiera)       | A     | Fitim Kastrati        |
| 11 | Norvegia (bandiera)       | A     | Øyvind Hoås           |
| 13 | Norvegia (bandiera)       | D     | Christopher Lindquist |
| 13 | Finlandia (bandiera)      | C     | Toni Kolehmainen      |
| 14 | Stati Uniti (bandiera)    | C     | Bobby Warshaw         |
| 15 | Senegal (bandiera)        | A     | Ibrahima Dramé        |
| 16 | Norvegia (bandiera)       | C     | Martin Thomassen      |
| 17 | Norvegia (bandiera)       | A     | Ole Petter Berget     |

| N. |                       | Ruolo | Calciatore           |
| -- | --------------------- | ----- | -------------------- |
| 20 | Senegal (bandiera)    | D     | Abdoulaye Seck       |
| 22 | Albania (bandiera)    | D     | Durim Muqkurtaj      |
| 23 | Norvegia (bandiera)   | D     | Alexander Groven     |
| 24 | Norvegia (bandiera)   | P     | Tarjei Aase Omenås   |
| 26 | Norvegia (bandiera)   | C     | Morten Hæstad        |
| 31 | Nigeria (bandiera)    | C     | Ugonna Anyora        |
| 32 | Norvegia (bandiera)   | D     | Thomas Braaten       |
| 33 | Norvegia (bandiera)   | P     | Trym Ring Strandberg |
| 34 | Norvegia (bandiera)   | D     | Kristoffer Hay       |
| 35 | Norvegia (bandiera)   | C     | Sivert Nilsen Bukten |
| 36 | Norvegia (bandiera)   | D     | Martin Granheim      |
| 37 | Norvegia (bandiera)   | C     | Kreshnik Krasniqi    |
| 38 | Norvegia (bandiera)   | D     | Sivert Øverby        |
| 39 | Albania (bandiera)    | C     | Kujtim Ismajli       |
| 40 | Norvegia (bandiera)   | A     | Daniel Østebø        |
| 70 | Montenegro (bandiera) | C     | Vasko Kalezić        |

## Calciomercato

### Sessione invernale(dal 01/01 al 31/03)
| Arrivi | Arrivi            | Arrivi       | Arrivi        |
| R.     | Nome              | da           | Modalità      |
| ------ | ----------------- | ------------ | ------------- |
| D      | Thomas Braaten    | Bodø/Glimt   | definitivo    |
| D      | Miguel Hamutenya  | Strømmen     | definitivo    |
| D      | Abdoulaye Seck    | Diambars     | definitivo    |
| C      | Ugonna Anyora     |              | svincolato    |
| A      | Ole Petter Berget | Gjøvik-Lyn   | fine prestito |
| A      | Ibrahima Dramé    | Brann        | definitivo    |
| A      | Malick Mané       | IFK Göteborg | prestito      |

| Partenze         | Partenze                | Partenze     | Partenze      |
| R.               | Nome                    | a            | Modalità      |
| ---------------- | ----------------------- | ------------ | ------------- |
| D                | Loïc Abenzoar           |              | svincolato    |
| D                | Henrik Kildentoft       |              | svincolato    |
| D                | Kristján Örn Sigurðsson |              | ritiro        |
| C                | Mats André Kaland       |              | svincolato    |
| C                | Vasko Kalezić           | Bærum        | prestito      |
| C                | Kamer Qaka              | Sarpsborg 08 | definitivo    |
| A                | Kristoffer Larsen       | Brann        | fine prestito |
| A                | Roope Riski             | Haugesund    | definitivo    |
| Altre operazioni |                         |              |               |
| R.               | Nome                    | da           | Modalità      |
| D                | Abdoulaye Seck          | Diambars     | fine prestito |

### Tra le due sessioni
| Arrivi | Arrivi | Arrivi | Arrivi   |
| R.     | Nome   | da     | Modalità |
| ------ | ------ | ------ | -------- |

| Partenze | Partenze         | Partenze | Partenze   |
| R.       | Nome             | a        | Modalità   |
| -------- | ---------------- | -------- | ---------- |
| C        | Toni Kolehmainen | HJK      | definitivo |

### Sessione estiva(dal 22/07 al 18/08)
| Arrivi | Arrivi                | Arrivi       | Arrivi        |
| R.     | Nome                  | da           | Modalità      |
| ------ | --------------------- | ------------ | ------------- |
| D      | Christopher Lindquist | Strømsgodset | prestito      |
| C      | Vasko Kalezić         | Bærum        | fine prestito |
| C      | Bobby Warshaw         | Bærum        | definitivo    |
| A      | Fitim Kastrati        |              | svincolato    |

| Partenze | Partenze          | Partenze        | Partenze   |
| R.       | Nome              | a               | Modalità   |
| -------- | ----------------- | --------------- | ---------- |
| P        | Łukasz Jarosiński | Strømsgodset    | definitivo |
| D        | Alexander Groven  | Sarpsborg 08    | definitivo |
| D        | Aleksander Solli  | Viking          | definitivo |
| A        | Øyvind Hoås       | Kristiansund BK | definitivo |

### Dopo la sessione estiva
| Arrivi | Arrivi | Arrivi | Arrivi   |
| R.     | Nome   | da     | Modalità |
| ------ | ------ | ------ | -------- |

| Partenze | Partenze    | Partenze     | Partenze      |
| R.       | Nome        | a            | Modalità      |
| -------- | ----------- | ------------ | ------------- |
| A        | Malick Mané | IFK Göteborg | fine prestito |

## Risultati

### 1. divisjon

#### Girone di andata
| Arbitro: | Smehus Kringstad |

|                                                      |           |  |
| Karoliussen 10’ Ruud Tveter 27’ Bwamy 60’ Sereba 86’ | Marcatori |  |

| Arbitro: | Smehus Kringstad |

|            |           |                            |
| Groven 48’ | Marcatori | 43’ Skartun 12’ H. Breimyr |

| Arbitro: | Borgersen (Oslo) |

|                 |           |              |
| Opseth 53’, 72’ | Marcatori | 5’ Hamutenya |

| Arbitro: | Hagenes |

|                       |           |  |
| Anyora 55’ Hæstad 84’ | Marcatori |  |

| Arbitro: | Kristiansen Toppe |

|          |           |  |
| Alba 38’ | Marcatori |  |

| Arbitro: | Eskås |

|            |           |                                      |
| Anyora 20’ | Marcatori | 49’ Magnussen 61’ Sveen 88’ Kallevåg |

| Arbitro: | Steen |

|              |           |  |
| Ramsland 44’ | Marcatori |  |

| Hønefoss 12 maggio 2015, ore 18:00 8ª giornata | Hønefoss | 0 – 0 referto | Brann | AKA Arena (1.634 spett.)\| Arbitro: \| Gya \| |
| Arbitro:                                       | Gya      |               |       |                                               |

| Arbitro: | S. Smehus Kringstad |

|                           |           |          |
| Lind 56’ MacConnacher 72’ | Marcatori | 80’ Mané |

| Arbitro: | Haugen |

|                  |           |                            |
| Lie Skålevik 88’ | Marcatori | 21’, 25’ Beugré 56’ Groven |

| Arbitro: | Ahlsen |

|                      |           |                |
| Dramé 16’ Beugré 64’ | Marcatori | 11’, 82’ Stene |

| Arbitro: | Steen |

|  |           |                 |
|  | Marcatori | 32’ (aut.) Rygg |

| Arbitro: | Haugen |

|          |           |               |
| Seck 84’ | Marcatori | 49’ Gregersen |

| Arbitro: | S. Smehus Kringstad |

|                           |           |          |
| Lorentzen 36’ Gravdal 65’ | Marcatori | 58’ Mané |

| Arbitro: | Moen |

|  |           |             |
|  | Marcatori | 37’ Engblom |

#### Girone di ritorno
| Arbitro: | Eskås |

|            |           |                                             |
| Beugré 60’ | Marcatori | 23’ Strømnes 34’ (rig.), 47’ (rig.) Achrifi |

| Arbitro: | Hauge |

|            |           |             |
| Nilsen 58’ | Marcatori | 90’ Braaten |

| Arbitro: | Ahlsen |

|                      |           |                  |
| Dramé 34’ Beugré 90’ | Marcatori | 63’, 68’ Norheim |

| Arbitro: | Hansen |

|                                                   |           |  |
| Aas 19’ Blakstad 25’ Tronseth 83’ Reginiussen 90’ | Marcatori |  |

| Arbitro: | Laaksonen |

|               |           |                |
| Mané 27’, 36’ | Marcatori | 87’ Omoijuanfo |

| Arbitro: | Gya |

|                               |           |  |
| Haugen 11’ Huseklepp 19’, 47’ | Marcatori |  |

| Arbitro: | Moen |

|                        |           |              |
| Beugré 36’ Ismajli 87’ | Marcatori | 5’, 55’ Alba |

| Arbitro: | Hauge |

|                              |           |                   |
| Undheim 16’ Skartun 42’, 51’ | Marcatori | 69’ Seck 79’ Mané |

| Arbitro: | Tennøy |

|                                      |           |  |
| Petersson 15’ (aut.) Beugré 81’, 85’ | Marcatori |  |

| Arbitro: | Eskås |

|                      |           |  |
| Berget Skjølsvik 42’ | Marcatori |  |

| Arbitro: | Ahlsen |

|                         |           |              |
| Beugré 50’ Kastrati 52’ | Marcatori | 84’ Bajrović |

| Arbitro: | Kristiansen Toppe |

|  |           |             |
|  | Marcatori | 82’ Warshaw |

| Arbitro: | Haugen |

|                       |           |                                                       |
| Kastrati 19’ Seck 87’ | Marcatori | 17’ Sarr 42’, 82’ Otoo 54’ (aut.) Svendsen 80’ Opseth |

| Arbitro: | Gjermshus |

|           |           |  |
| Bamba 90’ | Marcatori |  |

| Arbitro: | Jonsson Trædal |

|                                  |           |                                             |
| Kastrati 19’ Seck 55’ Anyora 82’ | Marcatori | 45’ Nygard 60’ Stephensen 90’ (rig.) Ueland |

### Norgesmesterskapet
| Arbitro: | Helgerud (Lier) |

|         |           |                                            |
| Lien 3’ | Marcatori | 23’, 78’ (rig.), 89’ Mané 67’ Kaludjerović |

| Arbitro: | Haugen |

|  |           |          |
|  | Marcatori | 87’ Mané |

| Arbitro: | Kristiansen Toppe |

|            |           |               |
| Psyché 81’ | Marcatori | 59’, 62’ Mané |

| Arbitro: | Rafiq (Oslo) |

|                 |           |                                            |
| Beugré 17’, 66’ | Marcatori | 28’ Kirkevold 62’ Mendy 75’ Normann Hansen |

## Statistiche

### Statistiche di squadra
| Competizione       | Punti | In casa | In casa | In casa | In casa | In casa | In casa | In trasferta | In trasferta | In trasferta | In trasferta | In trasferta | In trasferta | Totale | Totale | Totale | Totale | Totale | Totale | DR  |
| Competizione       | Punti | G       | V       | N       | P       | Gf      | Gs      | G            | V            | N            | P            | Gf           | Gs           | G      | V      | N      | P      | Gf     | Gs     | DR  |
| ------------------ | ----- | ------- | ------- | ------- | ------- | ------- | ------- | ------------ | ------------ | ------------ | ------------ | ------------ | ------------ | ------ | ------ | ------ | ------ | ------ | ------ | --- |
| 1. divisjon        | 28    | 15      | 4       | 6       | 5       | 24      | 26      | 15           | 3            | 1            | 11           | 11           | 26           | 30     | 7      | 7      | 16     | 35     | 52     | -17 |
| Norgesmesterskapet | -     | 1       | 0       | 0       | 1       | 2       | 3       | 3            | 3            | 0            | 0            | 7            | 2            | 4      | 3      | 0      | 1      | 9      | 5      | +6  |
| Totale             | -     | 16      | 4       | 6       | 6       | 26      | 29      | 18           | 6            | 1            | 11           | 18           | 28           | 34     | 10     | 7      | 17     | 44     | 57     | -13 |

### Statistiche dei giocatori
| Giocatore          | 1. divisjon | 1. divisjon | 1. divisjon | 1. divisjon | Norgesmesterskapet | Norgesmesterskapet | Norgesmesterskapet | Norgesmesterskapet | Coppe europee | Coppe europee | Coppe europee | Coppe europee | Altre coppe | Altre coppe | Altre coppe | Altre coppe | Totale   | Totale | Totale      | Totale     |
| Giocatore          | Presenze    | Reti        | Ammonizioni | Espulsioni  | Presenze           | Reti               | Ammonizioni        | Espulsioni         | Presenze      | Reti          | Ammonizioni   | Espulsioni    | Presenze    | Reti        | Ammonizioni | Espulsioni  | Presenze | Reti   | Ammonizioni | Espulsioni |
| ------------------ | ----------- | ----------- | ----------- | ----------- | ------------------ | ------------------ | ------------------ | ------------------ | ------------- | ------------- | ------------- | ------------- | ----------- | ----------- | ----------- | ----------- | -------- | ------ | ----------- | ---------- |
| C. Aas             | 29          | 0           | 1           | 1           | 3                  | 0                  | 0                  | 0                  |               |               |               |               |             |             |             |             | 32       | 0      | 1           | 1          |
| T. Aase Omenås     | 14          | -27         | 0           | 0           | 4                  | -5                 | 1                  | 0                  |               |               |               |               |             |             |             |             | 18       | -32    | 1           | 0          |
| U. Anyora          | 22          | 3           | 3           | 0           | 0                  | 0                  | 0                  | 0                  |               |               |               |               |             |             |             |             | 22       | 3      | 3           | 0          |
| O. Berget          | 7           | 0           | 0           | 0           | 4                  | 0                  | 1                  | 0                  |               |               |               |               |             |             |             |             | 11       | 0      | 1           | 0          |
| K. Beugré          | 29          | 9           | 1           | 0           | 2                  | 2                  | 0                  | 0                  |               |               |               |               |             |             |             |             | 31       | 11     | 1           | 0          |
| F. Birkeland       | 0           | 0           | 0           | 0           | 0                  | 0                  | 0                  | 0                  |               |               |               |               |             |             |             |             | 0        | 0      | 0           | 0          |
| T. Braaten         | 30          | 1           | 0           | 0           | 3                  | 0                  | 0                  | 0                  |               |               |               |               |             |             |             |             | 33       | 1      | 0           | 0          |
| I. Dramé           | 20          | 2           | 4           | 0           | 1                  | 0                  | 1                  | 0                  |               |               |               |               |             |             |             |             | 21       | 2      | 5           | 0          |
| A. Groven          | 16          | 2           | 1           | 0           | 1                  | 0                  | 0                  | 0                  |               |               |               |               |             |             |             |             | 17       | 2      | 1           | 0          |
| M. Hæstad          | 26          | 2           | 8           | 0           | 3                  | 0                  | 0                  | 0                  |               |               |               |               |             |             |             |             | 29       | 2      | 8           | 0          |
| M. Hamutenya       | 18          | 1           | 3           | 0           | 4                  | 0                  | 0                  | 0                  |               |               |               |               |             |             |             |             | 22       | 1      | 3           | 0          |
| K. Hay             | 12          | 0           | 1           | 0           | 2                  | 0                  | 0                  | 0                  |               |               |               |               |             |             |             |             | 14       | 0      | 1           | 0          |
| Ø. Hoås            | 7           | 0           | 0           | 0           | 1                  | 0                  | 0                  | 0                  |               |               |               |               |             |             |             |             | 8        | 0      | 0           | 0          |
| K. Ismajli         | 4           | 1           | 0           | 0           | 1                  | 0                  | 0                  | 0                  |               |               |               |               |             |             |             |             | 5        | 1      | 0           | 0          |
| Ł. Jarosiński      | 16          | -25         | 0           | 0           | 0                  | -0                 | 0                  | 0                  |               |               |               |               |             |             |             |             | 16       | -25    | 0           | 0          |
| V. Kalezić         | 2           | 0           | 0           | 0           | -                  | -                  | -                  | -                  |               |               |               |               |             |             |             |             | 2        | 0      | 0           | 0          |
| A. Kaludjerović    | 13          | 0           | 1           | 1           | 4                  | 1                  | 0                  | 0                  |               |               |               |               |             |             |             |             | 17       | 1      | 1           | 1          |
| F. Kastrati        | 11          | 3           | 2           | 0           | -                  | -                  | -                  | -                  |               |               |               |               |             |             |             |             | 11       | 3      | 2           | 0          |
| T. Kolehmainen     | 4           | 0           | 1           | 0           | 0                  | 0                  | 0                  | 0                  |               |               |               |               |             |             |             |             | 4        | 0      | 1           | 0          |
| C. Lindquist       | 10          | 0           | 2           | 0           | -                  | -                  | -                  | -                  |               |               |               |               |             |             |             |             | 10       | 0      | 2           | 0          |
| K. Krasniqi        | 1           | 0           | 1           | 0           | 0                  | 0                  | 0                  | 0                  |               |               |               |               |             |             |             |             | 1        | 0      | 1           | 0          |
| M. Mané            | 22          | 5           | 2           | 0           | 4                  | 6                  | 0                  | 0                  |               |               |               |               |             |             |             |             | 26       | 11     | 2           | 0          |
| D. Muqkurtaj       | 1           | 0           | 0           | 0           | 0                  | 0                  | 0                  | 0                  |               |               |               |               |             |             |             |             | 1        | 0      | 0           | 0          |
| S. Nilsen Bukten   | 0           | 0           | 0           | 0           | 1                  | 0                  | 0                  | 0                  |               |               |               |               |             |             |             |             | 1        | 0      | 0           | 0          |
| D. Østebø          | 1           | 0           | 0           | 0           | 1                  | 0                  | 0                  | 0                  |               |               |               |               |             |             |             |             | 2        | 0      | 0           | 0          |
| S. Øverby          | 0           | 0           | 0           | 0           | 0                  | 0                  | 0                  | 0                  |               |               |               |               |             |             |             |             | 0        | 0      | 0           | 0          |
| T. Ring Strandberg | 0           | -0          | 0           | 0           | 0                  | -0                 | 0                  | 0                  |               |               |               |               |             |             |             |             | 0        | 0      | 0           | 0          |
| A. Seck            | 24          | 4           | 6           | 1           | 3                  | 0                  | 1                  | 0                  |               |               |               |               |             |             |             |             | 27       | 4      | 7           | 1          |
| A. Solli           | 13          | 0           | 0           | 0           | 0                  | 0                  | 0                  | 0                  |               |               |               |               |             |             |             |             | 13       | 0      | 0           | 0          |
| S. Svendsen        | 17          | 0           | 1           | 0           | 4                  | 0                  | 0                  | 0                  |               |               |               |               |             |             |             |             | 21       | 0      | 1           | 0          |
| M. Thomassen       | 17          | 0           | 2           | 0           | 3                  | 0                  | 0                  | 0                  |               |               |               |               |             |             |             |             | 20       | 0      | 2           | 0          |
| B. Warshaw         | 10          | 1           | 1           | 0           | -                  | -                  | -                  | -                  |               |               |               |               |             |             |             |             | 10       | 1      | 1           | 0          |